# 一丸安貴
一丸 安貴（いちまる やすたか、1972年4月13日 - ）は、愛知県一宮市出身の元競輪選手、実業家。現役時代は日本競輪選手会愛知支部所属。日本競輪学校（当時。以下、競輪学校）第70期生。師匠は塚崎眞吾（38期）。ホームバンクは一宮競輪場 → 名古屋競輪場。
実兄の一丸政貴（69期）も元競輪選手。

## 来歴
愛知県立一宮工業高等学校を経て競輪学校第70期生となる。同期在校競走成績は75勝を挙げて第1位。
1992年8月17日、大津びわこ競輪場でデビューし、初勝利も同日。
2011年7月19日時点でGIで4回の決勝進出歴があり、2001年の日本選手権競輪（松戸競輪場）では3位、2004年の寛仁親王牌（前橋競輪場）では2位に入り表彰台に上った。
2006年、小松島競輪場で行われたふるさとダービー決勝戦で、競輪学校同期の志智俊夫マークから直線抜け出し、GII初優勝。
2011年4月より2020年6月まで、日本競輪選手会愛知支部の支部長を務めた。
2022年12月27日、選手会に退会届を提出し引退の手続きを取った。
2023年1月12日、選手登録消除。30年に及んだ現役生活を終えた。通算戦績は2342戦360勝。生涯獲得賞金は6億9242万4435円。
引退後は、一宮市内で頭揉みほぐし専門店「ぐっすり堂」を開業したほか、豊橋記念でリポーターを務めるなど競輪関係の仕事も行っている。